# Décès en mars 1998
Décès
- 1994
- 1995
- 1996
- 1997
- 1998
- 1999
- 2000
- 2001
- 2002

Pour une information complémentaire, voir la page d'aide.

| Date     | Nom                                | Activités                                                                            | Âge | Source |
| -------- | ---------------------------------- | ------------------------------------------------------------------------------------ | --- | ------ |
| 1er mars | Jean Balland                       | cardinal français                                                                    | 63  |        |
| 1er mars | Claudio Villas Boas                | anthropologue brésilien                                                              | 82  |        |
| 1er mars | Charles Ceyrac                     | député français                                                                      | 78  |        |
| 1er mars | Archie Goodwin                     | éditeur de BD américain                                                              | 60  |        |
| 1er mars | Philippe Héduy                     | écrivain français                                                                    | 72  |        |
| 1er mars | Jean Legault                       | juge québécois                                                                       | 56  |        |
| 1er mars | Dermot Morgan                      | acteur irlandais                                                                     | 45  |        |
| 1er mars | Maurice Raichenbach                | joueur de dames franco-polonais                                                      | 83  |        |
| 1er mars | Toti Scialoja                      | peintre italien                                                                      | 83  |        |
| 2 mars   | Leif Blomberg                      | homme politique suédois                                                              | 57  |        |
| 2 mars   | Lucien Bodard                      | écrivain français                                                                    | 84  |        |
| 2 mars   | Henry Steeler Commager             | historien américain                                                                  | 95  |        |
| 2 mars   | Marcel Dionne                      | député canadien                                                                      | 66  |        |
| 2 mars   | Darcy O'Brien                      | écrivain de romans policiers américain                                               | 59  |        |
| 2 mars   | Marc Sautet                        | philosophe français                                                                  | 51  |        |
| 2 mars   | Kenji Takahashi                    | historien de la littérature japonais                                                 | 95  |        |
| 3 mars   | Giuseppe Caron                     | homme politique italien                                                              | 94  |        |
| 3 mars   | Marcel Dionne                      | homme d'affaires et homme politique fédéral du Québec                                | 66  |        |
| 3 mars   | Jacques Droz                       | historien français                                                                   | 89  |        |
| 3 mars   | Fred Friendly                      | animateur d'émissions de variétés canadien                                           | 82  |        |
| 3 mars   | Hedley Mattingly                   | acteur britannique                                                                   | 83  |        |
| 3 mars   | Hans Müller-Eberhard               | immunologiste allemand                                                               | 70  |        |
| 3 mars   | Mgr Fergus O'Grady                 | évêque canadien                                                                      | 89  |        |
| 3 mars   | Hans Joachim Pabst von Ohain       | ingénieur en aéronautique américain                                                  | 86  |        |
| 3 mars   | Emmanuel Van der Schueren          | radiothérapeute belge                                                                | ?   |        |
| 3 mars   | Sabine Sesselmann                  | actrice allemande                                                                    | 61  |        |
| 4 mars   | Guy Allombert                      | critique de cinéma et journaliste français                                           | 69  |        |
| 4 mars   | Yale Brozen                        | économiste américain                                                                 | 80  |        |
| 4 mars   | Ossip Flechtheim                   | sociologue allemand                                                                  | 89  |        |
| 4 mars   | Ronald Johnson                     | poète américain                                                                      | 62  |        |
| 4 mars   | Jules-Fontaine Sambwa Pida Nbangui | homme politique et économiste congolais                                              | 57  |        |
| 4 mars   | John Pillar                        | joueur de cricket canadien                                                           | 75  |        |
| 4 mars   | Kim Sang                           | général cambodgien                                                                   | ?   |        |
| 4 mars   | Jean Vinatier                      | homme ecclésiastique français                                                        | 81  |        |
| 5 mars   | Philippe Nkubiri                   | homme politique congolais                                                            | 77  |        |
| 5 mars   | Francesc Català Roca               | photographe catalan                                                                  | 75  |        |
| 5 mars   | Carlo Speziali                     | homme politique suisse                                                               | 71  |        |
| 5 mars   | Donald Woods                       | acteur américain                                                                     | 78  |        |
| 5 mars   | Annie d'Arco                       | pianiste française                                                                   | 73  |        |
| 6 mars   | Rudolf Baranik                     | peintre américain                                                                    | 77  |        |
| 6 mars   | Jean Séverin                       | écrivain français                                                                    | 87  |        |
| 6 mars   | Vanna Vanni                        | actrice italienne                                                                    | ?   |        |
| 6 mars   | Pierre Villette                    | musicien et compositeur français                                                     | 71  |        |
| 7 mars   | Hélène Adhémar                     | ancien conservateur au Musée du Louvre                                               | 87  |        |
| 7 mars   | Eric Breindel                      | éditorialiste américain                                                              | 42  |        |
| 7 mars   | Louis Guillou                      | homme politique français                                                             | 77  |        |
| 7 mars   | Jack Perkins                       | acteur américain                                                                     | 76  |        |
| 7 mars   | Ahmed Rafa                         | militaire français                                                                   | ?   |        |
| 7 mars   | Leonie Rysanek                     | soprano autrichienne                                                                 | 71  |        |
| 7 mars   | Eleanor Schuman                    | une des dernières survivantes de la tragédie du Titanic                              | 87  |        |
| 8 mars   | André Baudson                      | homme politique belge                                                                | 70  |        |
| 8 mars   | Alain Bosquet                      | écrivain français                                                                    | ?   |        |
| 8 mars   | Marvin Aubrey Davis                | directeur artistique américain                                                       | 87  |        |
| 8 mars   | Louis Escande                      | homme politique français                                                             | 84  |        |
| 8 mars   | David Feist                        | photographe québécois                                                                | 88  |        |
| 8 mars   | Robert Gianetto                    | biochimiste québécois                                                                | 77  |        |
| 8 mars   | Sidney Gruzon                      | journaliste américain                                                                | 81  |        |
| 8 mars   | Jim Haggarty                       | hockeyeur canadien, médaille d'argent aux jeux olympiques de 1936                    | ?   |        |
| 8 mars   | Mustafa Hajrulahovic               | général bosniaque                                                                    | 41  |        |
| 8 mars   | Pierre Izard                       | photographe et journaliste reporter vaudois                                          | 91  |        |
| 8 mars   | James McDougal                     | homme d'affaires américain, impliqué dans le scandale Whitewater                     | 58  |        |
| 8 mars   | Ray Nitschke                       | joueur de football américain                                                         | 60  |        |
| 8 mars   | Alberto Sartoris                   | architecte italien                                                                   | 96  |        |
| 9 mars   | Abe Ajay                           | sculpteur américain                                                                  | 78  |        |
| 9 mars   | Éric de Dampierre                  | ethnologue français                                                                  | 69  |        |
| 9 mars   | Paul-Marc Henry                    | diplomate français                                                                   | 79  |        |
| 9 mars   | Sir John Jones                     | directeur du MI5                                                                     | 75  |        |
| 9 mars   | David MacAdam                      | opticien colorimétriste                                                              | 87  |        |
| 9 mars   | Gérard de Montjou                  | homme politique français                                                             | 94  |        |
| 9 mars   | Lisa Morpurgo                      | traductrice, écrivaine et astrologue italienne                                       | 74  |        |
| 9 mars   | Anna Maria Ortese                  | écrivain de romans de science-fiction italienne                                      | 83  |        |
| 9 mars   | Colin Patterson                    | paléontologue britannique                                                            | 65  |        |
| 9 mars   | Jean-Marie Pérès                   | océanographe français                                                                | 83  |        |
| 9 mars   | Ulrich Schamoni                    | réalisateur allemand                                                                 | 58  |        |
| 9 mars   | André Sibomana                     | journaliste rwandais                                                                 | ?   |        |
| 10 mars  | Ilse Bing                          | photographe américaine                                                               | 98  |        |
| 10 mars  | Lloyd Bridges                      | acteur américain                                                                     | 85  |        |
| 10 mars  | Walter B. Herbert                  | haut fonctionnaire canadien                                                          | ?   |        |
| 10 mars  | Karékine II Kazanjian              | 83e patriarche de l'Église arménienne en Turquie                                     | 70  |        |
| 10 mars  | Donald Joyce                       | organiste américain                                                                  | 45  |        |
| 10 mars  | Gabrielle Carmel Léger             | veuve de Jules Léger, ancien gouverneur général du Canada                            | 81  |        |
| 10 mars  | Alberto Morrocco                   | peintre britannique                                                                  | 80  |        |
| 10 mars  | Alberto Sartoris                   | architecte italien                                                                   | 97  |        |
| 11 mars  | Pierre Bertrand                    | chirurgien français                                                                  | ?   |        |
| 11 mars  | Lloyd Bridges                      | acteur américain                                                                     | 85  |        |
| 11 mars  | Buddy Jeanette                     | basketteur américain                                                                 | 80  |        |
| 11 mars  | Nino Konis Santana                 | homme politique timorais                                                             | 41  |        |
| 11 mars  | Jean Shiley                        | athlète américaine médaillée d'or aux jeux olympiques de Los Angeles en 1932         | ?   |        |
| 12 mars  | Ovid Demaris                       | romancier américain                                                                  | 78  |        |
| 12 mars  | Jozef Kroner                       | acteur tchèque                                                                       | 73  |        |
| 12 mars  | Manuel Pineiro Losada              | chef des services secrets cubain                                                     | ?   |        |
| 12 mars  | Louis Lévesque                     | évêque de Rimouski                                                                   | 89  |        |
| 12 mars  | Kate Ross                          | romancière américaine                                                                | 41  |        |
| 12 mars  | Beatrice Wood                      | potière britannique                                                                  | 105 |        |
| 13 mars  | Ferdinand Biondi                   | communicateur québécois de radio                                                     | 89  |        |
| 13 mars  | Claudio Gora                       | écrivain et réalisateur italien                                                      | 84  |        |
| 13 mars  | Serge Guillaume                    | escrimeur français                                                                   | 54  |        |
| 13 mars  | Jacques Ménager                    | archevêque de Rouen                                                                  | 85  |        |
| 13 mars  | Hans Joachim Pabst von Ohain       | ingénieur aéronautique allemand                                                      | 86  |        |
| 13 mars  | Bill Reid                          | peintre canadien                                                                     | 78  |        |
| 13 mars  | Abdelmalek Sayad                   | écrivain algérien                                                                    | 65  |        |
| 13 mars  | Anne Sayre                         | chroniqueuse américaine                                                              | 74  |        |
| 13 mars  | Peter Sillett                      | footballeur britannique                                                              | 65  |        |
| 14 mars  | Hugh Coveney                       | homme politique irlandais                                                            | 62  |        |
| 14 mars  | Judge Dread                        | chanteur de reggae anglais                                                           | 51  |        |
| 14 mars  | Koji Kata                          | dessinateur de bandes dessinées japonais                                             | 80  |        |
| 14 mars  | Michel Mainville                   | réalisateur radiophonique québécois                                                  | 41  |        |
| 14 mars  | Leo Sotornik                       | gymnaste tchèque, médaillé de bronze aux jeux olympiques de 1948                     | ?   |        |
| 14 mars  | Harry Verney Warren                | géochimiste canadien                                                                 | ?   |        |
| 14 mars  | Abdel Rahman al-Iryani             | président du Yémen                                                                   | ?   |        |
| 15 mars  | Gérard Bavastro                    | écrivain français                                                                    | 51  |        |
| 15 mars  | Jackie Lee Cochran                 | chanteur et guitariste américain                                                     | 64  |        |
| 15 mars  | Yves Landry                        | président de Chrysler Canada                                                         | 60  |        |
| 15 mars  | Tim Maia                           | compositeur brésilien                                                                | 57  |        |
| 15 mars  | Maud Mannoni                       | psychanalyste française                                                              | 74  |        |
| 15 mars  | Dusan Pasek                        | hockeyeur tchécoslovaque, médaillé d'argent aux jeux olympiques de 1984              | 37  |        |
| 15 mars  | Alcira de la Peña                  | féministe et communiste argentine                                                    | 87  |        |
| 15 mars  | Benjamin Spock                     | pédiatre américain                                                                   | 94  |        |
| 15 mars  | Gennady Yevriuzhikin               | footballeur international soviétique, médaille de bronze aux jeux olympiques de 1972 | 53  |        |
| 16 mars  | Derek Harold Richard Barton        | chimiste britannique, prix Nobel de chimie de 1979                                   | 69  |        |
| 16 mars  | Petar Naîli Boratav                | folkloriste turc                                                                     | ?   |        |
| 16 mars  | Esther Bubley                      | photographe américaine                                                               | 76  |        |
| 16 mars  | Lydia Délectorskaya                | muse de Matisse                                                                      | ?   |        |
| 16 mars  | James Shelby Downard               | écrivain américain, auteur de théories du complot, en particulier antimaçonniques    | 85  |        |
| 16 mars  | Jean Leboeuf                       | peintre québécois                                                                    | 66  |        |
| 17 mars  | Nancy Adams                        | militante agricole canadienne                                                        | 89  |        |
| 17 mars  | Cliff Barker                       | basketteur américain                                                                 | 77  |        |
| 17 mars  | Douglas Harold Copp                | chimiste canadien                                                                    | 83  |        |
| 17 mars  | Eric Donkin                        | acteur canadien                                                                      | 68  |        |
| 17 mars  | Carmelle Le Gal                    | comédienne canadienne                                                                | 55  |        |
| 17 mars  | Eugène Le Goff                     | coureur cycliste français                                                            | 88  |        |
| 17 mars  | Helen Westcott                     | actrice américaine                                                                   | 70  |        |
| 18 mars  | Douglas Dedge                      | combattant américain de Mixed Martial Arts                                           | 31  |        |
| 18 mars  | Joan Freeman                       | physicienne nucléaire britannique                                                    | 80  |        |
| 18 mars  | Stephanie Pond-Smith               | actrice américaine                                                                   | 45  |        |
| 18 mars  | Robert Sené                        | homme politique français                                                             | 90  |        |
| 18 mars  | Hideo Shima                        | ingénieur japonais qui est à l'origine du Shinkansen                                 | 97  |        |
| 18 mars  | Isabelle Villars                   | actrice suisse                                                                       | 77  |        |
| 19 mars  | Gilbert Bourdin                    | maître spirituel de l'Ordre Initiatique des Chevaliers du Lotus d'Or                 | 73  |        |
| 19 mars  | Benoît Martin                      | chirurgien québécois                                                                 | 88  |        |
| 19 mars  | Jean Rouxel                        | chimiste français                                                                    | 63  |        |
| 19 mars  | Catherine Sauvage                  | chanteuse française                                                                  | 68  |        |
| 19 mars  | Johnny Scoular                     | coach de football écossais                                                           | 78  |        |
| 20 mars  | Koichiro Aino                      | homme politique japonais                                                             | 69  |        |
| 20 mars  | Percy Belgrave                     | écrivain et pilote britannique                                                       | 82  |        |
| 20 mars  | Agustin Gomez-Arcos                | écrivain espagnol d'expression française                                             | 65  |        |
| 20 mars  | Jean Zoa                           | archevêque de Yaoundé                                                                | 74  |        |
| 21 mars  | Ramsay Ames                        | actrice américaine                                                                   | ?   |        |
| 21 mars  | Viola Bernard                      | psychanalyste américaine                                                             | 91  |        |
| 21 mars  | Pierre Gazin                       | organiste français                                                                   | ?   |        |
| 21 mars  | Arthur Gladu                       | peintre québécois                                                                    | 81  |        |
| 21 mars  | Stanley Meyer                      | concepteur américain d'un moteur à eau                                               | 57  |        |
| 21 mars  | Galina Oulanova                    | ballerine russe                                                                      | 88  |        |
| 21 mars  | Maciej Słomczyński                 | écrivain et traducteur polonais                                                      | 76  |        |
| 22 mars  | Jean-Pierre Brucato                | footballeur français                                                                 | 53  |        |
| 22 mars  | George Howard                      | saxophoniste de jazz américain                                                       | 40  |        |
| 22 mars  | Marie-José Lamothe                 | photographe, écrivain, traductrice et une tibétologue française                      | 52  |        |
| 22 mars  | Pierre Matras                      | général français                                                                     | 83  |        |
| 22 mars  | Shoichi Nishimura                  | footballeur japonais                                                                 | 86  |        |
| 23 mars  | Louis Arbessier                    | comédien français                                                                    | 90  |        |
| 23 mars  | Constant Burg                      | biophysicien français                                                                | 73  |        |
| 23 mars  | Marc-André Gagné                   | photographe québécois                                                                | 59  |        |
| 23 mars  | Paul Marie Gaudemet                | juriste et professeur d'économie et de sciences sociales français                    | 83  |        |
| 23 mars  | John Fletcher MacGregor Hunter     | philanthrope canadien                                                                | 73  |        |
| 23 mars  | Hiroshi Ishimaru                   | chef d'orchestre japonais                                                            | 76  |        |
| 23 mars  | Greta Kraus                        | claveciniste canadienne                                                              | 83  |        |
| 23 mars  | Ray Scott                          | chroniqueur sportif américain                                                        | 78  |        |
| 23 mars  | Joe Sikela                         | dessinateur de bandes dessinées américain                                            | 91  |        |
| 23 mars  | Georges Taisne                     | footballeur français                                                                 | 93  |        |
| 24 mars  | Albert Cloutier                    | homme de radio québécois                                                             | 83  |        |
| 24 mars  | Henri Michaud                      | producteur québécois                                                                 | 83  |        |
| 24 mars  | Antonio Ribeiro                    | cardinal portugais                                                                   | 69  |        |
| 24 mars  | Joseph Alexandre Richard Savoie    | homme d'affaires canadien                                                            | ?   |        |
| 24 mars  | Roberto Sánchez Vilella            | gouverneur de Porto Rico                                                             | 95  |        |
| 25 mars  | Magdeleine Andrade                 | députée européenne française                                                         | 76  |        |
| 25 mars  | Bao Van Bui                        | poète vietnamien                                                                     | 82  |        |
| 25 mars  | Helen Gagen                        | critique gastronomique canadienne                                                    | 89  |        |
| 25 mars  | Daniel Massey                      | acteur britannique                                                                   | 64  |        |
| 25 mars  | Frédéric Saegesser                 | chirurgien suisse                                                                    | 82  |        |
| 25 mars  | Steven Schiff                      | homme politique américain                                                            | 51  |        |
| 25 mars  | Chris Tickle                       | coureur automobile américain                                                         | 25  |        |
| 25 mars  | Maria Torok                        | écrivain hongrois                                                                    | 75  |        |
| 25 mars  | John Turkevich                     | chimiste américain                                                                   | 91  |        |
| 25 mars  | Wilfred Watson                     | poète canadien                                                                       | 86  |        |
| 25 mars  | Neil E. Willard                    | évêque auxiliaire de Montréal                                                        | 60  |        |
| 26 mars  | René Andrieu                       | éditeur de presse français                                                           | 68  |        |
| 26 mars  | Ned Belliveau                      | écrivain canadien                                                                    | 84  |        |
| 26 mars  | Dennis Charles                     | jazzman américain                                                                    | 64  |        |
| 26 mars  | Arthur Stanley Link                | éditeur américain                                                                    | 77  |        |
| 26 mars  | Masaya Nishio                      | homme politique japonais                                                             | 71  |        |
| 26 mars  | Ferdinand Porsche                  | constructeur automobile allemand                                                     | 88  |        |
| 26 mars  | Harry Torczyner                    | avocat belge                                                                         | 87  |        |
| 26 mars  | Line Viala                         | chanteuse et actrice française                                                       | 88  |        |
| 27 mars  | baronne Lestor of Eccles           | femme politique britannique                                                          | 76  |        |
| 27 mars  | Joseph George Sobek                | inventeur américain du racquetball                                                   | 79  |        |
| 27 mars  | Shigemi Yamamoto                   | écrivain japonais                                                                    | 89  |        |
| 28 mars  | Francisco Betancourt               | joueur et entraîneur de football espagnol                                            | 85  | (en)   |
| 28 mars  | Claude Dejacques                   | directeur artistique français                                                        | 70  |        |
| 28 mars  | Else Elster                        | actrice allemande                                                                    | 88  |        |
| 28 mars  | Jean-Michel Musso                  | architecte français                                                                  | 55  |        |
| 29 mars  | Elias Freij                        | homme politique israélien                                                            | 81  |        |
| 29 mars  | Cisyk Hasey                        | soprano américaine                                                                   | 44  |        |
| 29 mars  | Raoul Honnet                       | député français                                                                      | 73  |        |
| 29 mars  | Loreta Hairapedian Tabrizi         | actrice iranienne                                                                    | 87  |        |
| 30 mars  | Pierre Angel                       | footballeur français                                                                 | 73  |        |
| 30 mars  | Michèle Arnaud                     | actrice et chanteuse française                                                       | 79  |        |
| 30 mars  | Judy Buenoano                      | criminelle américaine                                                                | 54  |        |
| 30 mars  | Maxwell Cohen                      | juriste canadien                                                                     | 88  |        |
| 30 mars  | Massimo Franciosa                  | scénariste italien                                                                   | 73  |        |
| 30 mars  | Julien Harvey                      | théologien français                                                                  | 74  |        |
| 30 mars  | André Loucheur                     | missionnaire spiritain français                                                      | 81  |        |
| 30 mars  | Sam Ross                           | romancier américain                                                                  | 86  |        |
| 30 mars  | Athelstan Spilhaus                 | géophysicien américain                                                               | 86  |        |
| 31 mars  | Bella Abzug                        | femme politique américaine                                                           | 77  |        |
| 31 mars  | Tim Flock                          | coureur automobile américain                                                         | 73  |        |
| 31 mars  | Yoshifumi Kondō                    | animateur clé, chef animateur, character designer, réalisateur, designer japonais    | 47  |        |
| 31 mars  | Blanche Montel                     | actrice française                                                                    | 93  |        |
| 31 mars  | Roger Vandooren                    | footballeur français                                                                 | 74  |        |
| 31 mars  | Sheila Watson                      | écrivain canadien                                                                    | 88  |        |